# Bryson (Teksas)
Bryson – miasto w Stanach Zjednoczonych, w stanie Teksas, w hrabstwie Jack.